# Curaçaos herrlandslag i fotboll
För landslaget med samma namn som grundades 1924 och som bytte namn till Nederländska Antillerna 1958, se Nederländska Antillernas herrlandslag i fotboll. För damernas landslag, se Curaçaos damlandslag i fotboll.
Curaçaos herrlandslag i fotboll representerar Curaçao på herrsidan sedan 2011, under kontroll av Federashon Futbòl Kòrsou. Curaçao var även namnet på Nederländska Antillernas landslag 1924–1958, Fifa erkänner Curaçao som efterträdare till Nederländska Antillerna. Man spelade sin första officiella landskap den 18 augusti 2011 då man förlorade borta mot Dominikanska republiken med 0–1.

## Historik

### VM
- 2014 - Kvalade inte in
- 2018 - Kvalade inte in

### Concacaf Gold Cup
- 2011 - Kvalade inte in
- 2013 - Kvalade inte in
- 2015 - Kvalade inte in
- 2017 - Gruppspel

### Karibiska mästerskapet
- 2012 - Kvalade inte in
- 2014 - Gruppspel
- 2017 - 1:a plats

### ABCS-turneringen
ABCS-turneringen är en landslagsturneringen mellan de nederländskspråkiga områdena i Karibien, Aruba, Bonaire, Curaçao och Surinam.
- 2010 - 2:a plats
- 2011 - 4:e plats
- 2012 - 3:e plats
- 2013 - 2:a plats
- 2014 - Turneringen inställd
- 2015 - 3:e plats
- 2018 - Turneringen inställd